# Кошки-Теняковское сельское поселение
Кошки-Теняковское се́льское поселе́ние — муниципальное образование в Буинском районе Татарстана Российской Федерации.
Административный центр — деревня Кошки-Теняково.

## История
Статус и границы сельского поселения установлены Законом Республики Татарстан от 31 января 2005 года № 17-ЗРТ «Об установлении границ территорий и статусе муниципального образования "Буинский муниципальный район" и муниципальных образований в его составе».

## Население
| 2010 | 2011 | 2012 | 2013 | 2014 | 2015 | 2016 |
| ---- | ---- | ---- | ---- | ---- | ---- | ---- |
| 713  | ↘709 | ↘703 | ↘687 | ↘666 | ↘641 | ↘625 |
| 2017 | 2018 |      |      |      |      |      |
| ↘616 | ↘603 |      |      |      |      |      |

## Состав сельского поселения
| № | Населённый пункт    | Тип населённого пункта          | Население |
| - | ------------------- | ------------------------------- | --------- |
| 1 | Кошки-Теняково      | деревня, административный центр |           |
| 2 | Малые Бюрганы       | деревня                         |           |
| 3 | Новые Мертли        | деревня                         |           |
| 4 | Татарское Пимурзино | деревня                         |           |